# Conduelo Píriz
Conduelo Píriz (17. juni 1905 – 25. december 1976) var en uruguayansk fodboldspiller, der med Uruguays landshold vandt guld ved VM i 1930 på hjemmebane. Han var dog ikke på banen i turneringen. I alt nåede han at spille syv landskampe.
Píriz spillede på klubplan for Nacional i hjemlandet.